# Same (huyện)
Same là một huyện thuộc vùng Kilimanjaro, Tanzania. Thủ phủ của huyện Same đóng tại Same Mjini. Huyện Same có diện tích 5730 ki lô mét vuông. Đến thời điểm điều tra dân số ngày 25 tháng 8 năm 2002, huyện Same có dân số 211738 người.